# Mecranium axillare
Mecranium axillare là một loài thực vật có hoa trong họ Mua. Loài này được (Macfadyen) Skean mô tả khoa học đầu tiên năm 1993.